# Orihi
Orihi (en italien : Orichi) est une localité de Croatie située en Istrie, dans la municipalité de Barban, dans le comitat d'Istrie. En 2001, la localité comptait 107 habitants.

## Démographie
| 1948 | 1953 | 1961 | 1971 | 1981 | 1991 | 2001 |
| ---- | ---- | ---- | ---- | ---- | ---- | ---- |
| 200  | 195  | 189  | 160  | 131  | 122  | 107  |